# أسماء بنت مرشدة الحارثية
أسماء بنت مُرشدة بن جبر بن مالك بن حويرثة بن حارثة صحابية ومُحدثة من الأنصار، وعن اسمها قيل أسماء بنت مرثد، وقيل: بنت مرثدة، وقيل: بنت مُرْشدة بن جَبر، من بني حارثة، وأمها سلامة بنت مسعود، تزوجت الضحاكُ بن خليفة، فولدت له: ثابتاً، وأبا جبيرة، وأبا بكر، وأبا حسن، وعمر، وثبيتة، وبكرة، وحمادة، وصفيَّة.
اعتنقت الإسلام وبايعت الرسول صلى الله عليه وسلم عندما أتى إلى المدينة المنورة، شَهدت بيعة الرضوان وبايعت النبي مرة أخرى تحت الشجرة.

## روايتها
روى حرام بن عثمان، عن عبد الرحمن ومحمد ابني جابر، وأبي عتيق بن عبد الله، عن جابر بن عبد الله بن عمرو بن حرام: جاءت أسماء بنت مرثد أخت بني حارثة إلى رسول الله صَلَّى الله عليه وسلم؛ فقالت: يا رسولَ الله؛ إنّي تحدث لي حَيْضة أمكثُ ثلاثًا أو أربعًا بعد أن أطهر، ثم ترجع؛ فتحرم عليَّ الصلاة؛ فقال: «إِذَا رَأَيْتِ ذَلِكَ فَامْكُثِي ثَلاَثًا ثُمَّ تَطَهَّرِي وَصَلّي» وقال أبو عمر: لا يصح حديثها.
وقال ابن عبد البر في كِتاب الاستيعاب في معرفة الأصحاب: ولا يصح لأنه انفرد به حرام بْن عُثْمَانَ، وَهُوَ متروك عند جميعهم. وقَالَ الشافعي عن حرام بن عثمان: الحديث عَنْ حرام بْن عُثْمَانَ حرام.